# Хартфорд (Арканзас)
Хартфорд (англ. Hartford, Arkansas) — город, расположенный в округе Себасчан (штат Арканзас, США) с населением в 772 человека по статистическим данным переписи 2000 года.
Город Хартфорд, когда он только был основан, назывался Гвинн. Хартфорд был инкорпорирован 28 февраля 1900 года.
В 1912 году жители Хартфорда выбрали Питера Стюарта мэром. Он был первым социалистическим мэром избранным в Арканзасе.

## География
По данным Бюро переписи населения США город Хартфорд имеет общую площадь в 4,66 квадратных километров, водных ресурсов в черте населённого пункта не имеется.
Город Хартфорд расположен на высоте 199 метров над уровнем моря.

## Демография
По данным переписи населения 2000 года в Хартфорде проживало 772 человека, 217 семей, насчитывалось 299 домашних хозяйств и 346 жилых домов. Средняя плотность населения составляла около 164,3 человека на один квадратный километр. Расовый состав Хартфорда по данным переписи распределился следующим образом: 93,52 % белых, 1,17 % — коренных американцев, 0,13 % — азиатов, 3,63 % — представителей смешанных рас, 1,55 % — других народностей. Испаноговорящие составили 2,46 % от всех жителей города.
Из 299 домашних хозяйств в 30,1 % — воспитывали детей в возрасте до 18 лет, 56,2 % представляли собой совместно проживающие супружеские пары, в 11,4 % семей женщины проживали без мужей, 27,4 % не имели семей. 24,1 % от общего числа семей на момент переписи жили самостоятельно, при этом 13 % составили одинокие пожилые люди в возрасте 65 лет и старше. Средний размер домашнего хозяйства составил 2,58 человек, а средний размер семьи — 3,05 человек.
Население города по возрастному диапазону по данным переписи 2000 года распределилось следующим образом: 26,4 % — жители младше 18 лет, 7,1 % — между 18 и 24 годами, 27,3 % — от 25 до 44 лет, 21,6 % — от 45 до 64 лет и 17,5 % — в возрасте 65 лет и старше. Средний возраст жителей составил 38 лет. На каждые 100 женщин в Хартфорде приходилось 93,5 мужчин, при этом на каждые сто женщин 18 лет и старше приходилось 90 мужчин также старше 18 лет.
Средний доход на одно домашнее хозяйство в городе составил 22 500 долларов США, а средний доход на одну семью — 27 321 доллар. При этом мужчины имели средний доход в 28 250 долларов США в год против 22 813 долларов среднегодового дохода у женщин. Доход на душу населения в городе составил 10 845 долларов в год. 19,2 % от всего числа семей в округе и 25,9 % от всей численности населения находилось на момент переписи населения за чертой бедности, при этом 39 % из них были моложе 18 лет и 18,3 % — в возрасте 65 лет и старше.